# Magnus Eriksson
Magnus Eriksson, Magnus II Smek (ur. 1316, zm. 1374) – król Szwecji 1319–1364, król Norwegii 1319–1343 (faktycznie rządził do 1355) (jako Magnus VII), z dynastii Folkungów, syn szwedzkiego księcia Eryka Magnussona i Ingeborgi, córki Haakona V, króla Norwegii.
W wieku lat trzech odziedziczył tron norweski, a w kilka miesięcy później szlachta szwedzka wybrała go swoim królem. Do szesnastego roku życia krajami rządziły nominalnie jego babka, królowa wdowa Jadwiga (szw. Helvig av Holstein) i matka Ingeborga, ale w rzeczywistości magnaci.
W 1332 zmarł król Danii Krzysztof II, który roztrwonił swoje dobra. Skorzystał na tym Magnus i za ogromną sumę w srebrze zakupił Skanię i Blekinge. Nie przyniosło mu to popularności, bowiem dla konieczności spłaty długów drastycznie podniósł podatki.
W 1334 ożenił się z Blanką, córką hrabiego Jana de Namur i Marii d’Artois, wnuczki króla Francji Ludwika VIII, która urodziła syna Haakona. W 1343 dziecko zostało wyznaczone na następcę Magnusa na tronie norweskim, aczkolwiek do jego pełnoletniości nadal władał ojciec, który w 1355 roku planował wysłanie statku (lub statków) celem ratowania żyjących jeszcze wikingów grenlandzkich (nie wiadomo, czy wyprawa taka doszła do skutku).
Faworytem Magnusa był jego młody krewniak Bengt Algotson, którego uczynił księciem Finlandii i Hallandu oraz wicekrólem Skanii. Wywołało to niezadowolenie magnatów, którzy w porozumieniu z Kościołem postanowili króla usunąć, a w jego miejsce władcą mianowali starszego, królewskiego syna Eryka XII. Podwójne rządy nie trwały jednak długo, bo w 1359 Eryk zmarł wraz z najbliższą rodziną, prawdopodobnie na dżumę.
W 1360 Dania w szybkiej kampanii odzyskała Skanię. Niezadowoleni panowie szwedzcy porozumieli się z synem księcia Meklemburgii, Albrechtem, zaoferowali mu koronę, szybko (1363) obalili Magnusa i w lutym 1364 formalnie wybrali Albrechta królem Szwecji. Magnus do końca życia mieszkał w Norwegii. Utonął w bliżej nieznanych okolicznościach.